# Tadao Horie
Tadao Horie (Shizuoka, 13. rujna 1913. – 29. ožujka 2003.) japanski je nogometaš.

## Klupska karijera
Igrao je za Waseda WMW.

## Reprezentativna karijera
Za japansku reprezentaciju igrao je od 1934. do 1936. godine. Odigrao je 3 utakmice.
S japanskom reprezentacijom Tadao Horie je igrao na Olimpijskim igrama 1936.

## Statistika
| Japan  | Japan | Japan |
| Godina | Nas.  | Gol.  |
| ------ | ----- | ----- |
| 1934.  | 2     | 0     |
| 1935.  | 0     | 0     |
| 1936.  | 1     | 0     |
| Ukupno | 3     | 0     |

## Vanjske poveznice
- National Football Teams
- Japan National Football Team Database